# دوسا
دوسا هو إحدى طبق من جنوب الهند. والتي تنشأ من جنوب الهند مصنوعة من المخمرة الخليط تتكون في الغالب من العدس والأرز.